# Befälsljus
Befälsljus, eller befälslanternor, förs på örlogsfartyg för att ange tjänsteställning för fartygschef eller högre befattningshavare som befinner sig ombord.
Befälsljus används endast på fartyg som är förtöjt vid kaj eller som ligger till ankars. Ljusen förs i sejnfall under ett rå om styrbord. De utgörs av vita ljus lysande horisonten runt, vilka placeras lodrätt under varandra. Befälsljusen är tända från solens nedgång till dess uppgång.

## Sverige
Följande antal ljus används för respektive befattningshavare.
- Konungen: 5
- Överbefälhavaren: 4
- Amiral/general i amiralitetet: 3
- Kommendör/överste ur marinen: 2
- Äldste chef ur marinen med lägre grad än kommendör/överste: 1